# White Trash Beautiful
 (janvier 2021).
Si vous disposez d'ouvrages ou d'articles de référence ou si vous connaissez des sites web de qualité traitant du thème abordé ici, merci de compléter l'article en donnant les références utiles à sa vérifiabilité et en les liant à la section « Notes et références ».
Albums de Everlast
Eat at Whitey's
(2000) Love, War, and the Ghost of Whitey Ford
(2008)
Singles
1. White Trash Beautifu
Sortie : 2003
2. Broken
Sortie : 2004

White Trash Beautiful est le quatrième album d'Everlast qui sortit internationalement le 25 mai 2004. Cet album alterne les chansons de Hip-hop alternatif et de Blues rock comme l'avait fait le précédent album du chanteur.
Dans clip White Trash Beautiful l'acteur américain Aaron Paul apparaît dans la vidéo.
En octobre 2022, la chanson comptait 43 millions de vues sur YouTube.

## Pistes de l'album
| No  | Titre                                   | Durée |
| --- | --------------------------------------- | ----- |
| 1.  | Blinded by the Sun (Feat. Sheree Brown) | 4:08  |
| 2.  | Broken                                  | 4:24  |
| 3.  | White Trash Beautiful                   | 3:58  |
| 4.  | Sleeping Alone                          | 4:05  |
| 5.  | The Warning                             | 3:07  |
| 6.  | Angel                                   | 4:41  |
| 7.  | This Kind of Lonely                     | 3:36  |
| 8.  | Soul Music                              | 3:13  |
| 9.  | God Wanna                               | 4:27  |
| 10. | Lonely Road                             | 3:22  |
| 11. | Sad Girl                                | 7:23  |
| 12. | Ticking Away                            | 3:45  |
| 13. | Pain                                    | 4:39  |
| 14. | 2 Pieces of Drama                       | 3:48  |
| 15. | Maybe                                   | 3:15  |